# Camoensia scandens
Camoensia scandens är en ärtväxtart som först beskrevs av Friedrich Welwitsch, och fick sitt nu gällande namn av Jan Bevington Gillett. Camoensia scandens ingår i släktet Camoensia och familjen ärtväxter. Inga underarter finns listade i Catalogue of Life.

## Bildgalleri

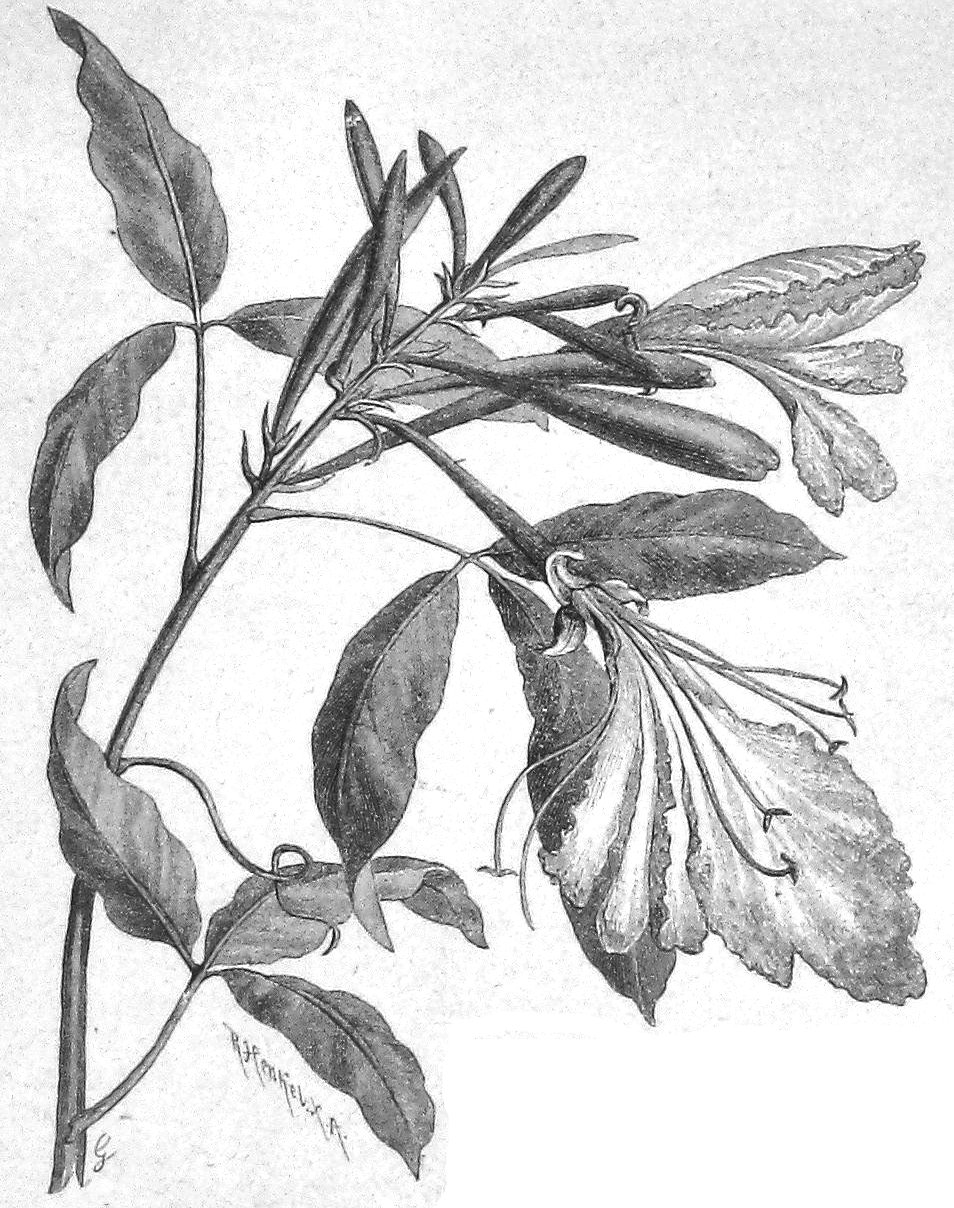